# Droga krajowa B7 (Austria)

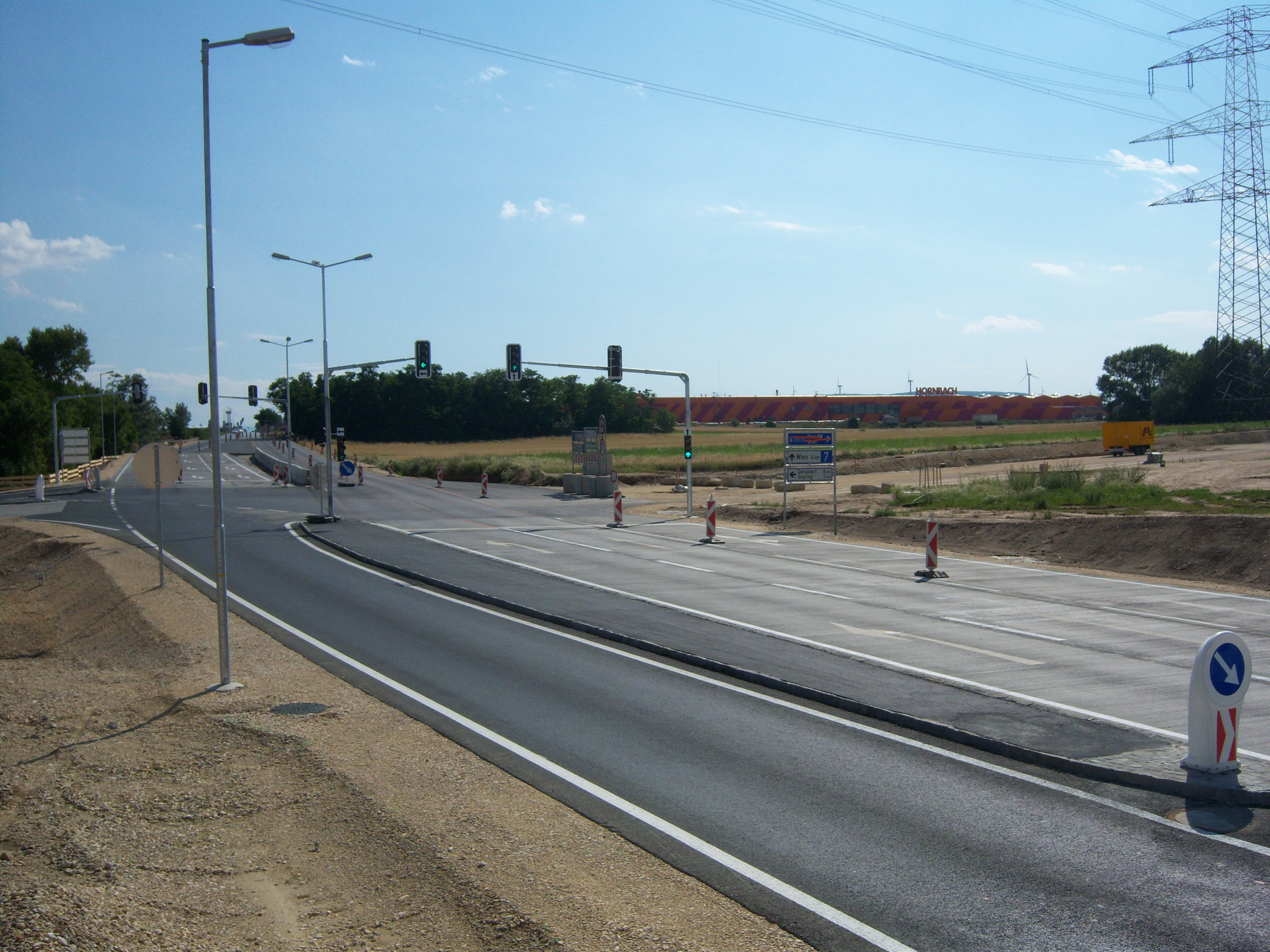
Nowy przebieg B7 w okolicach węzła Knoten Eibesbrunn

Droga krajowa B7, nazywana także Drogą Brneńską (niem. Landesstraße B7, Brünner Straße) – droga krajowa w północno-wschodniej Austrii. Arteria łączy obrzeża Wiednia z granicą austriacko-czeską w Drasenhofen. Trasa obecnie na znacznej długości pełni funkcję drogi alternatywnej dla autostrady A5, miejscami zmieniono jej przebieg. Przedłużeniem B7 jest czeska droga I/52.

## Trasy europejskie
Jednojezdniowa droga B7 jest fragmentem trasy europejskiej E461. Przed reformą sieci międzynarodowych dróg europejskich w 1983 roku trasa była częścią europejskiego szlaku E7.